# يوسف باشا
يوسف باشا (1604 تقريباً - 1646) كان وزيراً وأميرالاً عثمانياً (القبطان باشا للأسطول العثماني). ولد في دالماسيا، واشتُهر لنجاحه في الاستيلاء على خانية الواقعة في غربي جزيرة كريت في غضون 54 يوماً فقط عام 1645 إبان حرب كريت. عاد يوسف باشا إلى إسلام بول في العام نفسه وتزوّج من فاطمة سلطان ابنة السلطان إبراهيم الأول، ولكنّ السلطان أعدمه بعد ذلك بعام واحد بتحريضٍ من خصوم يوسف باشا السياسيين.

## أنظر أيضا
- قائمة قباطين البحر العثمانيين.